# 합충

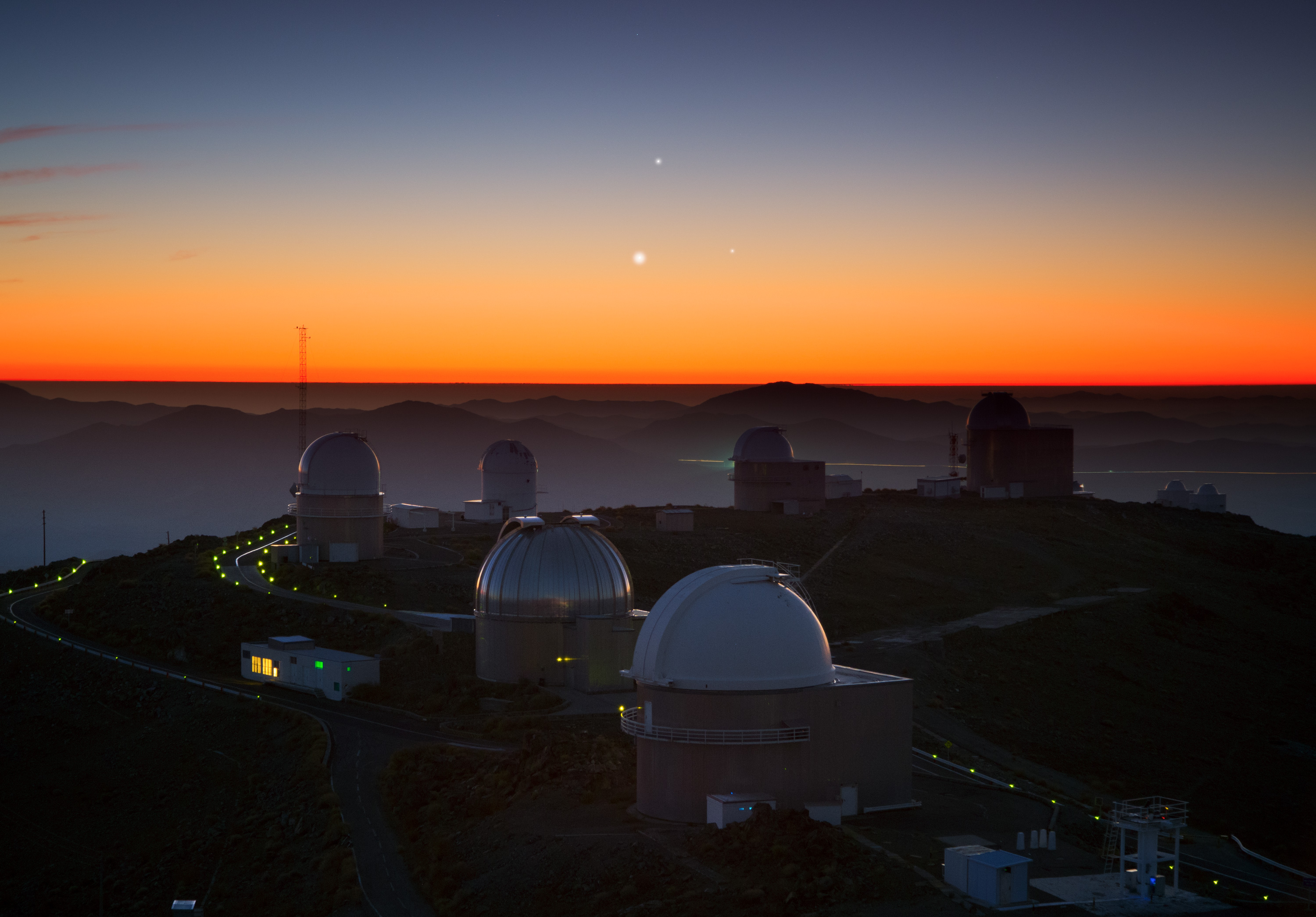
목성(위), 금성(아래 왼쪽), 수성(아래 오른쪽). 2013년 5월 26일 칠레의 라실라관측소에서.

합충(合衝, syzygy)은 세 천체가 일렬로 서는 일로 합(合)과 충(衝)을 가리킨다. 지구 달 태양의 합충은 삭망(朔望)이라고 부른다.